# Lô Borges
Lô Borges, nome d'arte di Salomão Borges Filho (Belo Horizonte, 10 gennaio 1952), è un cantante, musicista e compositore brasiliano.

## Biografia
Borges è stato uno dei fondatori del Clube da Esquina, collettivo di artisti musicali del Minas Gerais, tra i più rilevanti nel Brasile degli anni 70. È anche coautore, insieme a Milton Nascimento, del doppio album eponimo (Clube da Esquina appunto) , uscito nel 1972 in tutto il con vendite di successo in tutto il mondo e apprezzato grandemente anche dalla critica, essendo stato tra l'altro inserito in 1001 Albums You Must Hear Before You Die  . I brani di Borges da solista più conosciuti sono Paisagem da Janela, Equatorial , Para Lennon e McCartney e O Trem Azul (questi ultimi due affidati anche a Milton).
Nel 2016 Borges ha registrato un album live con Samuel Rosa, leader degli Skank.

## Vita privata
Ha un figlio, Luca.

## Discografia

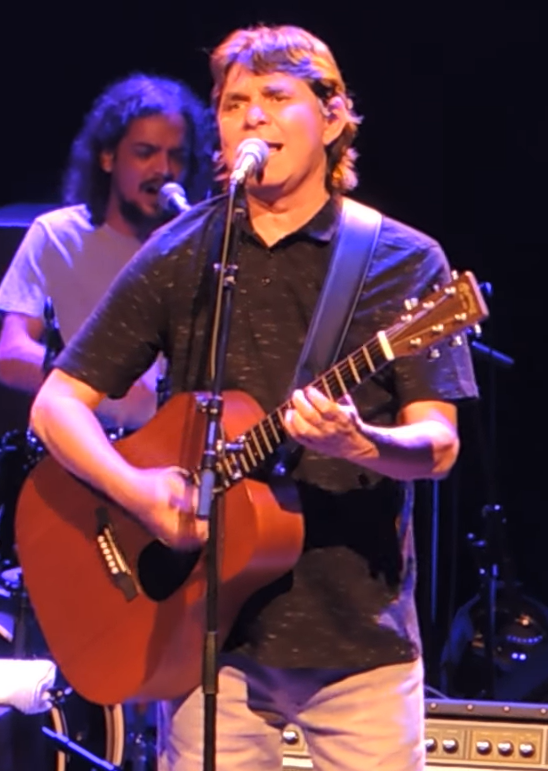
Lô Borges nel 2017

- 1972: Clube da Esquina (con Milton Nascimento)
- 1972: Lô Borges
- 1979: A Via Láctea
- 1980: Os Borges
- 1981: Nuvem Cigana
- 1984: Sonho Real
- 1987: Solo - Ao Vivo
- 1996: Meu Filme
- 2001: Feira Moderna
- 2003: Um Dia e Meio
- 2006: BHanda
- 2008: Intimidade
- 2009: Harmonia
- 2011: Horizonte Vertical
- 2014: 2003-2013
- 2016: Samuel Rosa & Lô Borges: Ao Vivo no Cine Theatro Brasil
- 2018: Tênis + Clube - Ao Vivo no Circo Voador
- 2019: Rio da Lua
- 2020: Dínamo
- 2021: Muito Além do Fim